# Luka Bajic
Luka Bajic (Lugano, 25 aprile 2000) è un pallanuotista croato della Telimar Palermo.
Giovane pallanuotista polivalente, cresciuto nelle giovanili della Lugano Pallanuoto, passa alla SP Bissone nell'estate 2012, squadra con la quale ottiene due promozioni consecutive dalla C alla A.
Nell'estate 2015 si trasferisce alla HAVK Mladost, dove si mette in luce anche nelle competizioni europee. Nel 2022 si trasferisce all'Anzio Waterpolis, prima di tornare nuovamente alla Mladost. A partire dalla stagione 2024-2024 sarà un pallanuotista del Telimar Palermo.
Nell'estate 2016 vince con la nazionale croata i mondiali juniores under 18 di Podgorica.

## Palmares
- 1 Oro Campionato mondiale under 18 (2016)
- Campionato croato: 1 (2021)
- Kup Hrvatske: 2 (2020, 2021)
- Lega Adriatica : 2 (2018, 2019)